# Salvatore Brullo
Salvatore Brullo, né le 23 février 1947 à Modica en Italie, est professeur à l'Université de Catane depuis 1980 où il enseigne la botanique systématique. Il obtient un diplôme en sciences biologiques en 1969,,,,,,,,,,,,,,,,. Pendant six ans, il a été directeur du Département de botanique de l'Université de Catane. 
Il a décrit de nombreuses espèces endémiques de Sicile, dont Allium franciniae, Allium lopadusanum, Campanula marcenoi, Chiliadenus bocconei, Desmazeria pignattii, Genista demarcoi, Helichrysum hyblaeum, Helichrysum melitense, Hyoseris frutescens, Limonium aegusae, Limonium lojaconoi, Limonium lopadusanum, Limonium lylibeum, Scilla dimartinoi, Silene hicesiae, Valantia calva. 

## Publications
- 1970. Vegetazione psammofila presso il Capo Isola delle Correnti, Sicilia sud-orientale. Catane
- 1971. Vegetazione dei pantani litoranei della Sicilia sud-orientale e problema della conservazione dell'ambiente. Catane
- salvatore Brullo, maria Grillo, maria carmen Terrasi . 1976. Ricerche fitosociologiche sui pascoli di Monte Lauro (Sicilia meridionale). Pubblicazioni dell'Istituto di botanica dell'Università di Catania. Ed. Pointe. Ospizio di Beneficenza. 104 pp.
- salvatore Brullo, andrea Di Martino, marceno Cosimo. 1977. La vegetazione di Pantelleria : studio fitosociologico. 110 pp. Catane
- salvatore Brullo, francesco Furnari. 1979. Recherches sur le genre Amaracus Gled. (Labiatae) en Cyrénaïque. Pubblicazioni dell'Istituto di botanica dell'Università di Catania. 449 pp.
- salvatore Brullo, francesco Furnari. 1979. Notes taxonomiques et nomenclatrices sur la flore de la Cyrénaïque (Libye). Pubblicazioni dell'Istituto di botanica dell'Università di Catania. 174 pp.
- 1979. Notes taxonomiques et nomenclatrices sur les genres Jasonia Cass. et Chiliadenus Cass. (Composée). Pubblicazioni dell'Istituto di botanica dell'Università di Catania. 308 pp.
- salvatore Brullo, pietro Pavone. 1981. Nombre de chromosomes chez les espèces siciliennes de Limonium Miller (Plumbaginaceae). Pubblicazioni dell'Istituto di botanica dell'Università di Catania. 555 pp.
- salvatore Brullo, francesco Furnari. 1981. Considérations phytogéographiques sur la végétation côtière de la Cyrénaïque . Pubblicazioni dell'Istituto di botanica dell'Università di Catania. 772 pp.
- salvatore Brullo, w. De Leonardis, pietro Pavone . 1982. Nombre de chromosomes de certaines fougères siciliennes. 281 pp. Pubblicazioni dell'Istituto di botanica dell'Università di Catania
- salvatore Brullo, fabrizio Scelsi, giovanni Spampinato. 2001. La vegetazione dell'Aspromonte. Studio fitosociologico. Ed. Laruffa. 368 pp. (ISBN 8872211603)